# CST-100 Starliner
El CST-100 Starliner (Crew Space Transportation) es una nave espacial reutilizable diseñada por Boeing en colaboración con Bigelow Aerospace para el programa CCDev de la NASA. Su misión principal sería la de transportar tripulación a la Estación Espacial Internacional y a estaciones espaciales privadas, como la Commercial Space Station propuesta de Bigelow Aerospace.El primer vuelo tripulado estaba previsto inicialmente para 2017 y se pospuso varias veces. Finalmente el lanzamiento se realizó con éxito con los astronautas Barry Wilmore y Sunita Williams el 5 de junio de 2024, a las 16:52 CEST.El 6 de junio a las 19:35 CEST, la nave se acopló a la ISS. La llegada estaba prevista inicialmente para las 18:15, pero esta maniobra de acoplamiento tuvo que aplazarse. El motivo fue problemas con los motores.

## Características

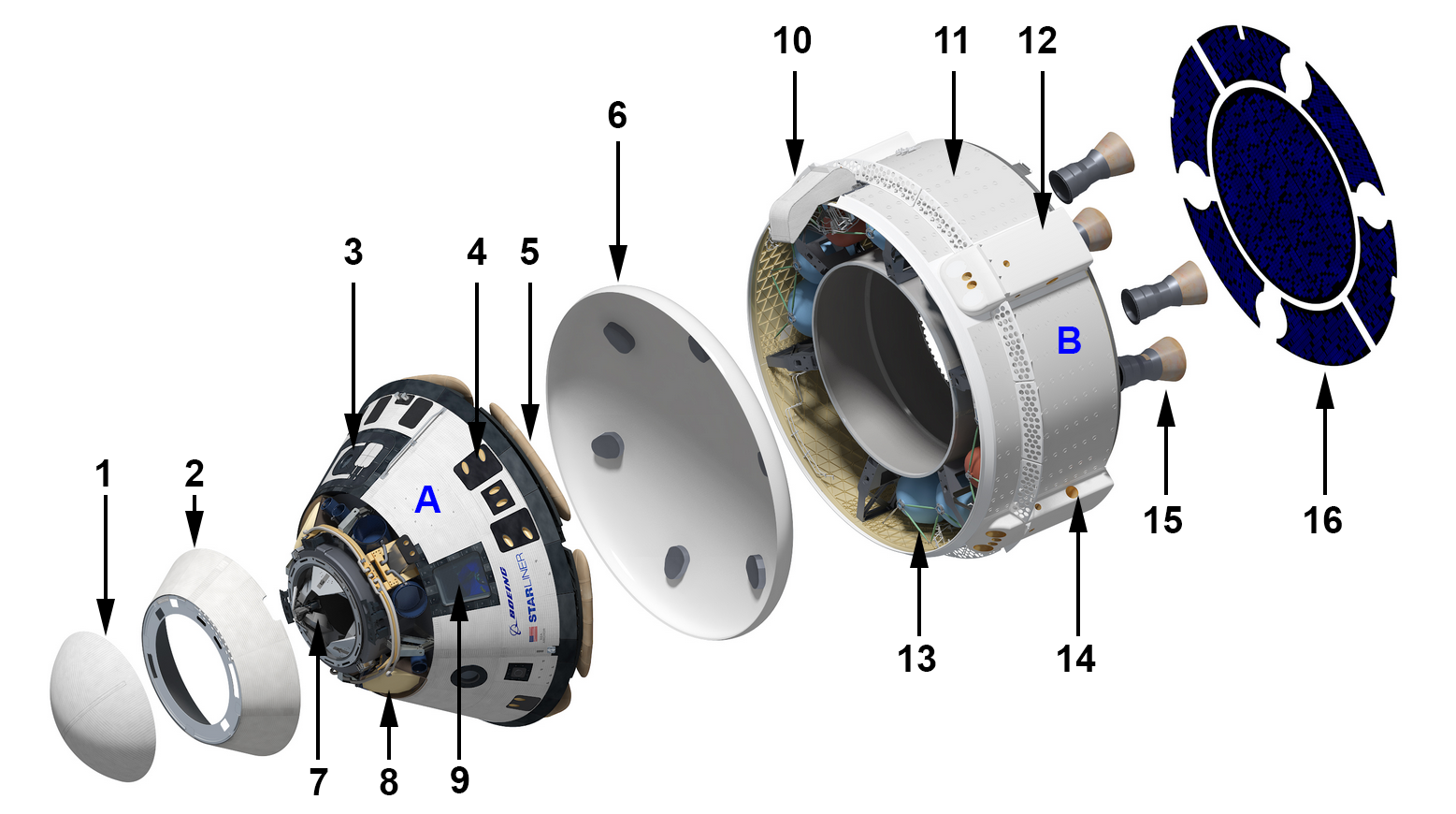
Equema interno de la Starliner

Es externamente similar a la nave espacial Orión, que está siendo construida para la NASA por Lockheed Martin. La cápsula tiene un diámetro de 4,56 metros, es ligeramente mayor al módulo de mando Apolo y más pequeña que la cápsula Orión. Está diseñada para ser capaz de transportar hasta siete personas, permanecer en órbita hasta siete meses y ser reutilizada hasta en diez misiones. Será compatible con múltiples vehículos de lanzamiento, incluyendo el Atlas V y Delta IV. El vehículo de lanzamiento inicial será el Atlas V.

## Desarrollo
En la primera fase de su programa CCDev, la NASA le otorgó a Boeing 18 millones de dólares para el desarrollo preliminar de la nave. En la segunda fase de Boeing se adjudicó 93 millones de dólares para el desarrollo adicional. El 3 de agosto de 2012, la NASA anunció la adjudicación de 460 millones de dólares a Boeing para continuar el trabajo en el CST-100 bajo el programa CCiCap (Commercial Crew Integrated Capability).. El 16 de septiembre de 2014, la NASA seleccionó el CST-100, junto con el Dragon 2 de SpaceX, para el programa Commercial Crew Transportation Capability (CCtCap), adjudicándole 4200 millones de dólares.[cita requerida]

## Viaje inaugural

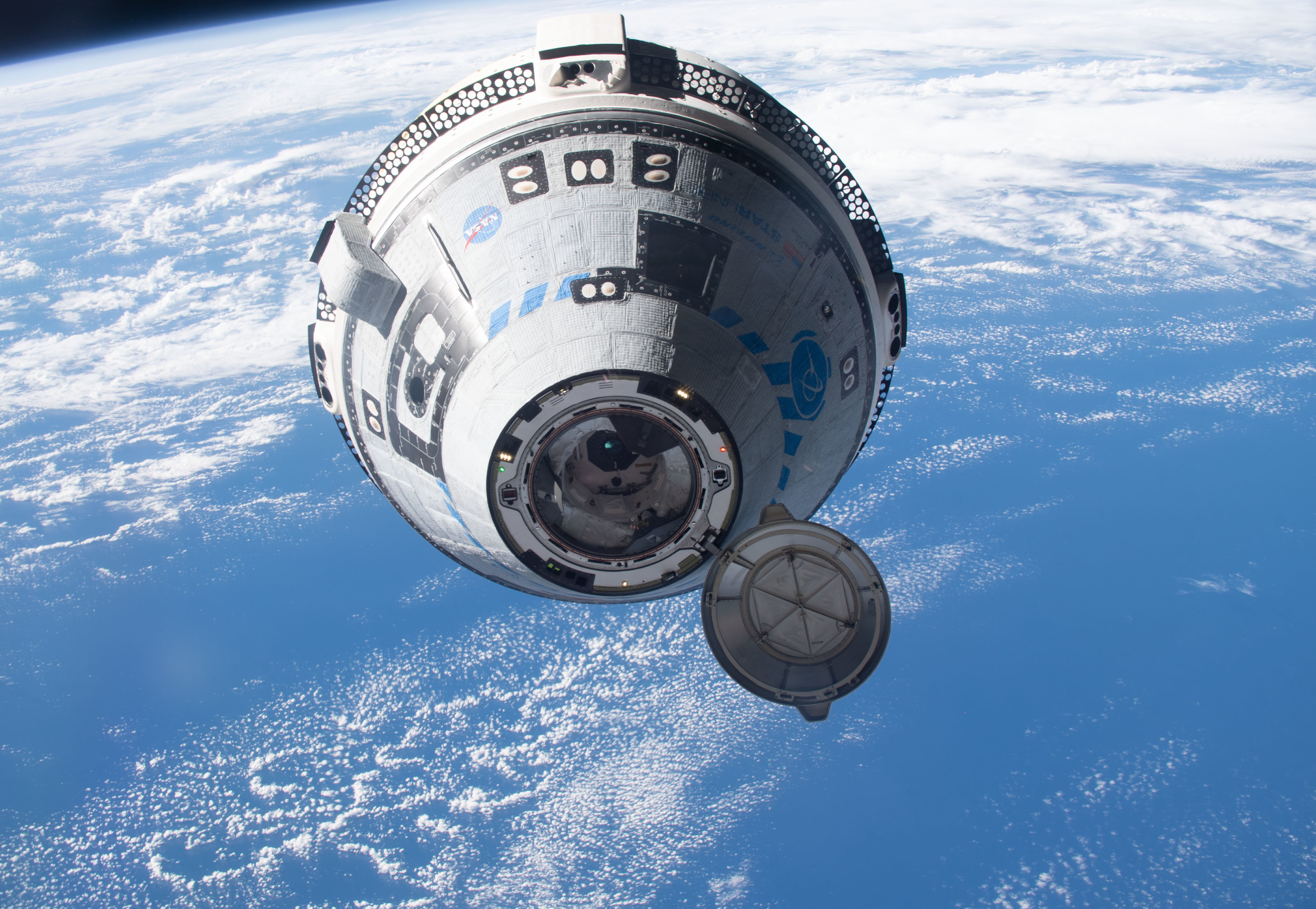
La CST-100 Starliner en su acercamiento a la ISS.

El 21 de noviembre de 2019, la primera nave Starliner arribó a la plataforma de lanzamiento 41 en Cabo Cañaveral, para ser instalada arriba de un cohete Atlas V N22, para realizar su vuelo de prueba inaugural sin tripulación a la Estación Espacial Internacional, misión denominada OFT (Orbital Flight Test). Su lanzamiento se realizó el 20 de diciembre de 2019 a las 11:36 UTC (06:36 hora local), y arribaría a la Estación tras un viaje de 26 horas. La nave llevaba un maniquí de pruebas, y alrededor de 270 kg de carga, consistente en alimentos, ropa y equipos para el monitoreo de radiación.
Starliner debía permanecer acoplada a la ISS hasta el 28 de diciembre de 2019, pero una falla del reloj de eventos a bordo provocó que el encuentro con la ISS no pudiera llevarse a cabo, teniendo entonces que retornar a la Tierra, aterrizando en el Campo de Misiles de Arenas Blancas el domingo 22 de diciembre. La tripulación, la cual viajará con esta misma nave en la próxima misión tripulada, la ha bautizado con el nombre de "Calypso".

## Listado de vuelos
|                    | Este artículo o sección se encuentra desactualizado.La información suministrada ha quedado obsoleta o es insuficiente. Este aviso fue puesto el 5 de junio de 2024. |                                                    | |          |                                      |
| Misión             | Fecha de lanzamiento (UTC) | Tripulación                                        | Observaciones | Duración | Resultado                            |
| Boe-PAT            | 4 de noviembre de 2019 14:15 | —                                                  | Prueba del sistema de paracaídas en el Campo de Misiles de Arenas Blancas, Nuevo México. Uno de los tres paracaídas no pudo abrirse debido a que fue manipulado incorrectamente antes del lanzamiento, pero el sistema de paracaídas funcionó adecuadamente. | 95 s     | Éxito                                |
| Boe-OFT            | 20 de diciembre de 2019 11:36:43 | —                                                  | Vuelo de prueba orbital no tripulado de Starliner. El objetivo principal de la misión de la reunión de la ISS fue abortado debido a que el software mantuvo incorrectamente el tiempo de la misión, lo que provocó una quema de inserción orbital tardía con un gasto excesivo de combustible. Starliner aterrizó en Nuevo México dos días después del lanzamiento. | 2 días   | Fallo parcial - Aterrizado con Éxito |
| Boe-OFT-2          | 19 de mayo de 2022 | —                                                  | Repetición del anterior vuelo de prueba orbital no tripulado. Pospuesto debido a tormenta eléctrica severa. Su despegue, finalmente, fue cancelado debido a un fallo mecánico que forzó su regreso a la fábrica para inspección. | 6 días   | Éxito                                |
| Boe-CFT            | 6 de mayo de 2024 | Barry E. Wilmore Sunita Williams                   | Primer vuelo de prueba tripulado del CST-100. Problemas con los motores hicieron regresar la nave sin tripulación devuelta a la Tierra, mientras sus tripulantes se integraron de manera improvisada a la tripulación de la ISS. |          | Éxito parcial                        |
| Boeing Starliner-1 | Indefinido, pospuesto hasta solucionar el problema del vuelo Boe-CFT                                                                                                | Sunita Williams Jeanette J. Epps TBA Koichi Wakata | Primer vuelo operativo del CST-100. Este será un nuevo vuelo del vehículo OFT que ha sido bautizado como 'Calypso' por la comandante del USCV-2 Williams al regresar a la Tierra. | —        | Planificado                          |